# Episodi di Stiamo bene insieme
La prima ed unica stagione della serie televisiva Stiamo bene insieme andò in onda in prima visione dal 12 aprile al 6 giugno 2002.
| nº | Titolo                           | Prima TV Italia |
| -- | -------------------------------- | --------------- |
| 1  | Una corsa contro il tempo        | 12 aprile 2002  |
| 2  | Col sangue e col sudore          | 19 aprile 2002  |
| 3  | Lavorare stanca                  | 26 aprile 2002  |
| 4  | Bacio accademico                 | 3 maggio 2002   |
| 5  | Il primo esame non si scorda mai | 10 maggio 2002  |
| 6  | La scelta di Lorenza             | 17 maggio 2002  |
| 7  | Furto d'amore                    | 24 maggio 2002  |
| 8  | Destini incrociati               | 25 maggio 2002  |
| 9  | Un servizio molto civile         | 26 maggio 2002  |
| 10 | Anche la neve si scioglie        | 27 maggio 2002  |
| 11 | Il matrimonio                    | 28 maggio 2002  |
| 12 | Una giornata indimenticabile     | 1º giugno 2002  |
| 13 | Sotto pressione                  | 3 giugno 2002   |
| 14 | La vita è la vita                | 4 giugno 2002   |
| 15 | Vendo casa                       | 5 giugno 2002   |
| 16 | Chi parte e chi resta            | 6 giugno 2002   |